# Gnatologia
Gnatologia é a ciência (Escola de oclusão) que trata da biologia de todo o sistema mastigatório: morfologia, fisiologia, patologia e terapêutica incluindo as relações do sistema estomatognático com a saúde do restante do organismo. Criada por volta dos anos vinte por B. B. McCollum, inclui procedimentos de diagnóstico aplicado, terapêutica e reabilitação. 